# Gunnel Lindblom

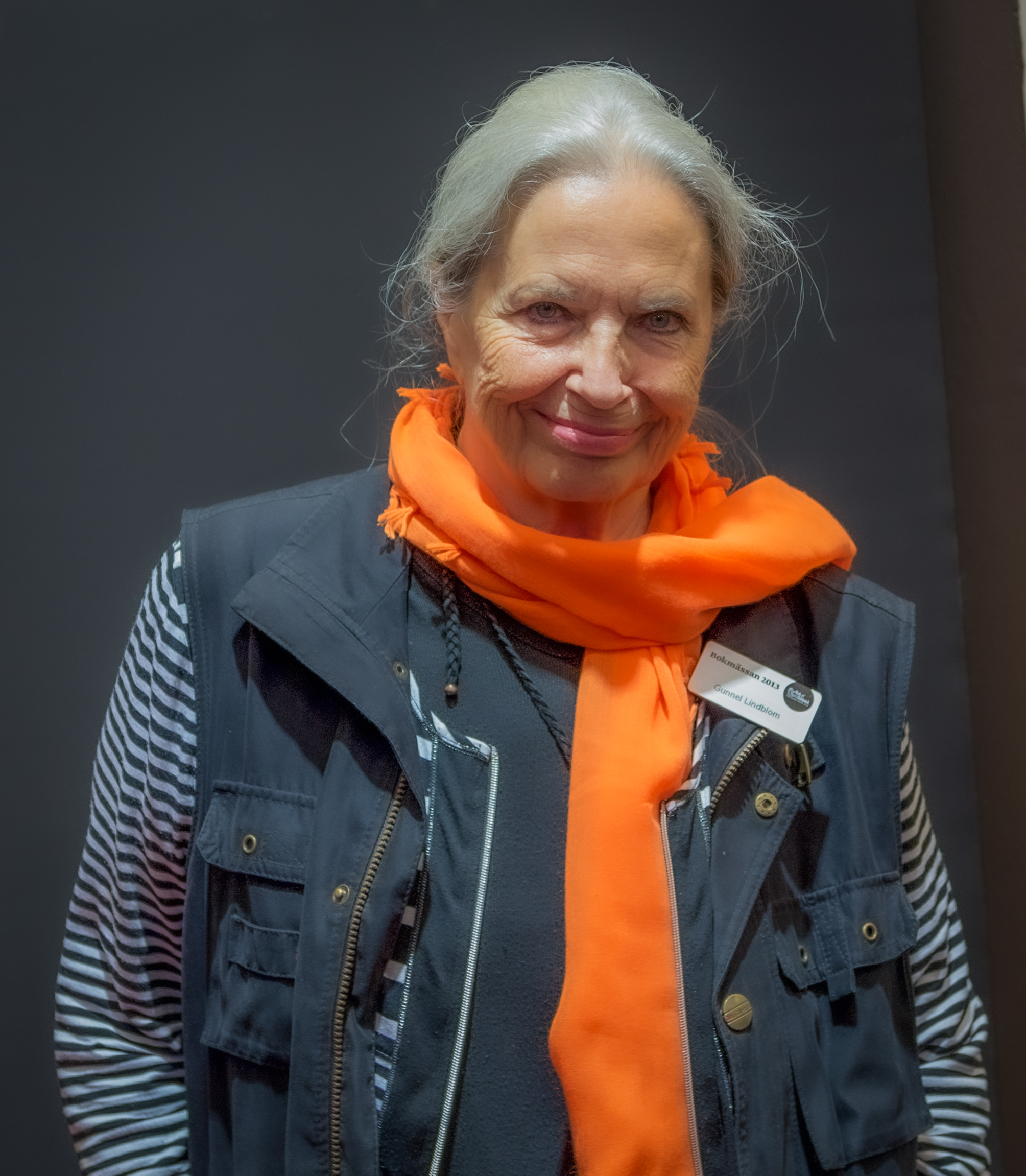
Gunnel Lindblom 2013.

Gunnel Märtha Ingegerd Lindblom, under en tid Helander, född 18 december 1931 i Johanneberg i Göteborg, död 24 januari 2021 i Brottby i Össeby-Garns distrikt, var en svensk skådespelare och regissör.

## Biografi
Gunnel Lindblom var dotter till Erik Lindblom och Beda-Maria Lindblom, född Löfgren. Hon växte upp i stadsdelen Landala i Göteborg. Under ungdomsåren spelade hon amatörteater i Göteborg, först i en kommunistisk ungdomsklubb och senare vid Eriksbergsvarvet där hon uppmärksammades av Benkt-Åke Benktsson.
Därefter gick hon teaterutbildning 1950–1952 vid Göteborgs stadsteater och verkade sedan i Göteborg. Filmdebuten skedde i Gustaf Molanders Kärlek (1952) och hon medverkade fyra år senare även i dennes film Sången om den eldröda blomman (1956).
Lindblom fick efter filmdebuten ett erbjudande av Ingmar Bergman att arbeta med honom på Malmö stadsteater, där hon var anställd 1954–1959. Där hade hon sina genombrottsroller som Solveig i Peer Gynt (1957) och Margareta i Goethes Faust (1958). Det blev inledningen till ett samarbete, som omfattade inte mindre än sex filmer, såsom Jungfrukällan (1960), Tystnaden (1963) och Nattvardsgästerna (1963), och två tv-pjäser, förutom ett antal teaterproduktioner och radioteater på Sveriges Radio. Lindblom spelade i Det sjunde inseglet (1957) den namnlösa flicka som i en av de sista scenerna fäller repliken "Det är fullbordat".
Lindblom medverkade även bland annat i filmer av Mai Zetterling, såsom Älskande par (1964) och Flickorna (1968) tillsammans med Bibi Andersson och Harriet Andersson. Över trettio år senare samlades de tre skådespelarna igen i dokumentären I rollerna tre om filmen Flickorna.
Lindblom var verksam vid TV-teatern 1959–1961 och var även utomlands en tid.
1968 engagerades hon vid Dramaten. Hon spelade bland annat Marie i Bergmans uppsättning av Woyzeck (1969) och Laura i Alf Sjöbergs Fadren (1968). Efter att ha varit regiassistent på Dramaten åt Bergman så satsade hon under 1970-talet på sin egen regikarriär. 1973 var hennes regidebut med Frödingpjäsen Sjung vackert om kärlek och hennes filmregidebut var Paradistorg (1977), en filmatisering av Ulla Isakssons roman med samma namn. Under 1970-talet regisserade hon även utöver skådespeleriet ett drygt tjugotal uppsättningar på Dramaten och SVT och ett antal filmer, flera producerade av Ingmar Bergman, kring mänskliga relationer och kvinnorollen. Av hennes teateruppsättningar har en haft biografdistribution, Sommarkvällar på jorden (1986).
Efter en paus återvände Lindblom igen som skådespelare, både på scen och film. Hon medverkade bland annat i Män som hatar kvinnor (2009).
Gunnel Lindblom var 1960–1970 gift med läkaren Sture Helander (1918–1994) och fick barnen Thomas 1960, Jessica 1961 och Jan 1967. Andra gången var hon gift 1981–1986 med den danske radiomannen och översättaren Frederik Dessau (1927–2019). Gunnel Lindblom är gravsatt på Hedvig Eleonora kyrkogård i Stockholm.

## Filmografi

### Filmer
- 1952 – Kärlek
- 1953 – Vi var några man
- 1955 – Flickan i regnet
- 1956 – Sången om den eldröda blomman
- 1956 – Krut och kärlek
- 1957 – Smultronstället
- 1957 – Det sjunde inseglet
- 1960 – Goda vänner trogna grannar
- 1960 – Jungfrukällan
- 1963 – Tystnaden
- 1963 – Min kära är en ros
- 1963 – Nattvardsgästerna
- 1964 – Är du inte riktigt klok?
- 1964 – Älskande par
- 1965 – Lek med främling
- 1966 – Het hud
- 1966 – Yngsjömordet
- 1966 – Svält
- 1967 – Den onda cirkeln
- 1968 – Flickorna
- 1969 – Fadern
- 1971 – Brother Carl
- 1973 – Scener ur ett äktenskap
- 1977 – Paradistorg, regi
- 1978 – Bomsalva
- 1981 – Sally och friheten, även regi
- 1984 – Bakom jalusin
- 1986 – Sommarkvällar på jorden, regi
- 1991 – Capità Escalaborns
- 1991 – Sent i mars
- 1991 – Sanna kvinnor, regi
- 1994 – Betraktelse, även regi
- 1995 – Nadja
- 1996 – I rollerna tre, dokumentär
- 1997 – Svenska hjältar
- 2000 – Ljuset håller mig sällskap
- 2000 – När mörkret är förbi
- 2005 – Flickan från Auschwitz
- 2008 – Motståndare till längtan
- 2009 – Män som hatar kvinnor
- 2014 – The Swede
- 2017 – Möte om eftermiddagen (kortfilm)

### TV
- 1958 – Venetianskan (regi Ingmar Bergman)
- 1958 – Rabies (regi Ingmar Bergman)
- 1959 – Skuggornas klubb
- 1959 – Oväder på Sycamore Street
- 1959 – Måsen
- 1960 – Den respektfulla skökan
- 1960 – Ett glas vatten
- 1960 – Benjamin
- 1961 – Bröllopet på Seine
- 1963 – Smutsiga händer
- 1963 – Och du har en ros
- 1965 – Fröken Julie (brittisk TV)
- 1967 – Onkel Vanja
- 1970 – Reservatet
- 1973 – Scener ur ett äktenskap
- 1974 – Frihet är det bästa ting
- 1976 – Sjung vackert om kärlek (regi)
- 1984 – Träpatronerna (miniserie)
- 1991 – Guldburen (miniserie)
- 1993 – Hedda Gabler
- 2001 – Kaspar i Nudådalen
- 2007 – Spöksonaten
- 2011 – Kommissarien och havet
- 2018 – Livet på Dramaten (TV-serie)

## Teater

### Roller (ej komplett)
| År   | Roll                         | Produktion | Regi                  | Teater                                  |
| ---- | ---------------------------- | --- | --------------------- | --------------------------------------- |
| 1952 | Hermia, förälskad i Lysander | En midsommarnattsdröm (A Midsummer Night's Dream) William Shakespeare                                                 |                       | Göteborgs stadsteater, 8 februari 1952  |
| 1952 |                              | Ett huvud kortare (La tête des autres) Marcel Aymé                                                                    |                       | Göteborgs stadsteater, augusti 1952     |
| 1953 |                              | En skojares dagbok (На всякого мудреца довольно простоты, Na vsyakogo mudretsa dovolno prostoty) Aleksandr Ostrovskij |                       | Göteborgs stadsteater, 28 mars 1953     |
| 1953 |                              | I Italien Hjalmar Bergman                                                                                             | Lars-Erik Liedholm    | Korallen, Stenungsund                   |
| 1953 |                              | Swedenhielms Hjalmar Bergman                                                                                          |                       | Göteborgs stadsteater, 15 oktober 1953  |
| 1953 | Dunjasja                     | Körsbärsträdgården (Вишнёвый сад, Visjnjovyj sad ) Anton Tjechov                                                      |                       | Göteborgs stadsteater, 25 november 1953 |
| 1953 |                              | Änglavakt (La Cuisine des anges) Albert Husson                                                                        |                       | Göteborgs stadsteater                   |
| 1954 |                              | Karmelitersystrarna (Les Dialogues des Carmélites) Georges Bernanos                                                   |                       | Göteborgs stadsteater, 1 april 1954     |
| 1954 |                              | Glaskulan (Glasskulen) Finn Carling                                                                                   |                       | Göteborgs stadsteater, 6 maj 1954       |
| 1954 |                              | Lyckliga dagar (Les Jours heureux) Claude-André Puget                                                                 | Lars-Erik Liedholm    | Pionjärteatern                          |
| 1955 | Mathurine                    | Don Juan (Dom Juan ou Le Festin de pierre) Molière                                                                    | Ingmar Bergman        | Malmö stadsteater, 4 januari 1955       |
| 1955 | Eleonora                     | Påsk Strindberg |                       | Malmö stadsteater, 5 februari 1955      |
| 1955 | Flickan                      | Trämålning Ingmar Bergman                                                                                             | Ingmar Bergman        | Malmö stadsteater                       |
| 1955 | Bilha                        | Lea och Rakel Vilhelm Moberg                                                                                          | Ingmar Bergman        | Malmö stadsteater                       |
| 1956 | Larisa Dmitrievna            | Bruden utan hemgift (Бесприданница, Bespridannica) Aleksandr Ostrovskij                                               | Ingmar Bergman        | Malmö stadsteater, 28 januari 1956      |
| 1956 |                              | Trojanska kriget blir inte av (La Guèrre de Troie n'aura pas lieu) Jean Giraudoux                                     | Lars-Levi Læstadius   | Malmö stadsteater                       |
| 1957 | Solveig                      | Peer Gynt Henrik Ibsen                                                                                                | Ingmar Bergman        | Malmö stadsteater                       |
| 1958 | Astrid                       | Sagan Hjalmar Bergman                                                                                                 | Ingmar Bergman        | Malmö stadsteater, 12 april 1958        |
| 1958 | Margaretha                   | Ur-Faust (Faust) Johann Wolfgang von Goethe                                                                           | Ingmar Bergman        | Malmö stadsteater, 17 oktober 1958      |
| 1958 | Britta                       | Värmlänningarna Fredrik August Dahlgren och Andreas Randel                                                            | Ingmar Bergman        | Malmö stadsteater, 19 december 1958     |
| 1969 | Monika Gall                  | Bröllopsfesten (Hochzeit) Elias Canetti                                                                               | Donya Feuer           | Dramaten                                |
| 1998 | Åsa                          | Kämpa på (A Lady of Letters ) Alan Bennett                                                                            | Lars Amble            | Maximteatern                            |
| 2000 | Mumien                       | Spöksonaten August Strindberg                                                                                         | Ingmar Bergman        | Dramaten                                |
| 2004 | Lai                          | Tre knivar från Wei Harry Martinson                                                                                   | Staffan Valdemar Holm | Dramaten                                |
| 2005 | Tjänstekvinnan               | Sultanens hemlighet (alʼSultan al-hair) Tawfiq al-Hakim                                                               | Eva Bergman           | Dramaten                                |
| 2007 | Gumman                       | Dödsdansen I & II August Strindberg                                                                                   | John Caird            | Dramaten                                |
| 2007 | Marie                        | Blanche och Marie Per Olov Enquist                                                                                    | Hilda Hellwig         | Dramaten                                |
| 2008 | Marina                       | Onkel Vanja (Дядя Ваня, Djadja Vanja) Anton Tjechov                                                                   | Hilda Hellwig         | Dramaten                                |
| 2017 |                              | De sista vittnena (Последние свидетели, Poslednije svideteli) Svetlana Aleksijevitj                                   | Ulla Kassius          | Dramaten                                |
| 2017 | Teiresias                    | Oidipus/Antigone (Οἰδίπους Τύραννος, Oedipus Tyrannus/Ἀντιγόνη, Antigone) Sofokles                                    | Eirik Stubø           | Dramaten                                |
| 2019 |                              | Projekt: Modern Anna Pettersson efter August Strindberg                                                               | Anna Pettersson       | Strindbergs Intima Teater               |

### Regi (ej komplett)
| År   | Produktion                                      | Upphovsmän                                                        | Teater                           |
| ---- | ----------------------------------------------- | ----------------------------------------------------------------- | -------------------------------- |
| 1974 | Morbror Vanja Дядя Ваня, Djadja Vanja           | Anton Tjechov                                                     | Dramaten                         |
| 1975 | Körsbärsträdgården Вишнёвый сад, Visjnjovyj sad | Anton Tjechov Översättning Astrid Baecklund och Herbert Grevenius | Norrköping-Linköping stadsteater |
| 1983 | Måsen Чайка, Tjajka                             | Anton Tjechov                                                     | Dramaten                         |
| 1986 | Några sommarkvällar på jorden                   | Agneta Pleijel                                                    | Dramaten                         |
| 2009 | Flicka i gul regnjacka Jente i gul regnjakke    | Jon Fosse                                                         | Dramaten                         |
| 2010 | En sommardag (Ein sommars dag)                  | Jon Fosse                                                         | Dramaten                         |
| 2017 | Ritter, Dene, Voss                              | Thomas Bernhard Översättning Thomas Helander                      | Dramaten                         |

## Radioteater

### Roller
| År   | Roll           | Produktion                                                 | Upphovsmän          |
| ---- | -------------- | ---------------------------------------------------------- | ------------------- |
| 1950 | Portia Langham | Miljonpundssedeln (The Million Pound Bank Note) Mark Twain | Benkt-Åke Benktsson |

## Priser och utmärkelser
- 1971 – Svenska Dagbladets Thaliapris
- 1988 – Litteris et artibus
- 1989 – O'Neill-stipendiet
- 1996 – Gösta Ekman-stipendiet
- 2002 – Svenska Akademiens teaterpris
- 2001 – Hedersguldbaggen för sin samlade verksamhet som skådespelare
- 2018 – Teaterförbundets guldmedalj för "utomordentlig konstnärlig gärning"[22]